# Now&Wow
Now&Wow is een discotheek op de tiende etage van de Maassilo aan de Rotterdamse Maashaven.
Tot 2003 werden de party's van Ted Langenbach in St. Jobsveem gehouden en de nabijgelegen Müllerpier was in gebruik als evenemententerrein.
In 2007 trok Ted de stekker uit de club, om in 2011 weer terug te keren als indoor festival. In september 2018 is de discotheek heropend op de tiende etage van de Maassilo, in het voormalige FACTORY010, waar sindsdien elke zaterdag een clubnacht is.